# Agonum brevicolle
Agonum brevicolle är en skalbaggsart som beskrevs av Pierre François Marie Auguste Dejean. Agonum brevicolle ingår i släktet Agonum och familjen jordlöpare. Inga underarter finns listade i Catalogue of Life.